# جان گود (بازیکن فوتبال)
جان گود (انگلیسی: John Good؛ ۲۹ ژانویه ۱۹۳۳ – ۲۳ مارس ۲۰۰۵) بازیکن فوتبال بود.
از باشگاه‌هایی که در آن بازی کرده‌است می‌توان به باشگاه فوتبال باکستون، باشگاه فوتبال بری، و باشگاه فوتبال ترانمره راورز اشاره کرد.